# Jenő Buzánszky
Jenő Buzánszky [ˈjenøː 'buzaːnski] (ur. 4 maja 1925 w Újdombóvárze, zm. 11 stycznia 2015 w Esztergom) – węgierski piłkarz, obrońca i członek „złotej jedenastki” reprezentacji Węgier w latach 50. XX wieku.
Jedna z największych piłkarskich legend na Węgrzech. Jedyny członek „złotej jedenastki”, który nie grał w żadnym z dwóch największych ówcześnie klubów – Honvédzie oraz MTK. W lidze rozegrał 274 spotkania, po zakończeniu kariery prowadził jedynie węgierskie zespoły. W 1996 objął funkcję wiceprezydenta Węgierskiej Federacji Piłkarskiej. Był ostatnim żyjącym członkiem "złotej jedenastki".

## Kariera reprezentacyjna
W drużynie narodowej Buzánszky rozegrał 48 spotkań, nie strzelając przy tym ani jednej bramki. Był członkiem Złotej Jedenastki, brał udział także w igrzyskach olimpijskich w 1952, które odbyły się w Helsinkach. Węgrzy zdobyli tam złoty medal. Grał również w słynnym meczu z Anglikami na Wembley, w którym to Madziarzy rozgromili Synów Albionu aż 6:3. Razem z kolegami z reprezentacji zdobył również srebrny medal na mistrzostwach świata 1954 w Szwajcarii. Węgrzy przystępowali do zawodów jako faworyci, jednak w finałowym meczu zawiedli. W turnieju rozegrał wszystkie 5 spotkań.